# ريتشل فوستر أفيري
ريتشيل فوستر أفيري (بالإنجليزية: Rachel Foster Avery)‏ (30 ديسمبر من عام 1858- 26 أكتوبر من عام 1919)، كانت ناشطة في حركة حق النساء الأمريكيات في التصويت خلال أواخر القرن التاسع عشر، وعملت بشكل وثيق مع سوزان ب. أنتوني وقادة الحركة الآخرين. برزت فوستر في هذا المجال لتصبح الأمين العام للجمعية الوطنية الأمريكية للمطالبة بحق المرأة في الاقتراع، ولعبت دورًا رئيسيًا في تنظيم الاجتماعات في جميع أنحاء البلاد.

## نشأتها
ولدت ريتشل فوستر في بيتسبرغ بولاية بنسلفانيا، لوالدتها جوليا مانويل فوستر ووالدها جاي. هيرون فوستر محرر صحيفة بيتسبرغ ديسباتش. كان والداها مفكرين تقدميين؛ إذ اتخذ والدها موقفًا مفاده ضرورة حصول النساء والرجال على أجر متساوٍ مقابل نفس مقدار العمل، أما والدتها فقد كانت ناشطة من أجل حق النساء في التصويت، متأثرةً بالرائدة في مجال حقوق المرأة إليزابيث كادي ستانتون. عقدت ستانتون اجتماعات من أجل حق النساء في التصويت في منزل فوستر، وأصبحت والدة ريتشل نائبة رئيس الجمعية المحلية لحق النساء في الاقتراع. بعد وفاة جاي. هيرون فوستر في عام 1868، وانتقلت ريتشل وشقيقتها جوليا وأمها إلى فيلادلفيا، حيث انضممن معًا إلى جمعية حق المواطنين بالانتخاب.

## المسيرة المهنية

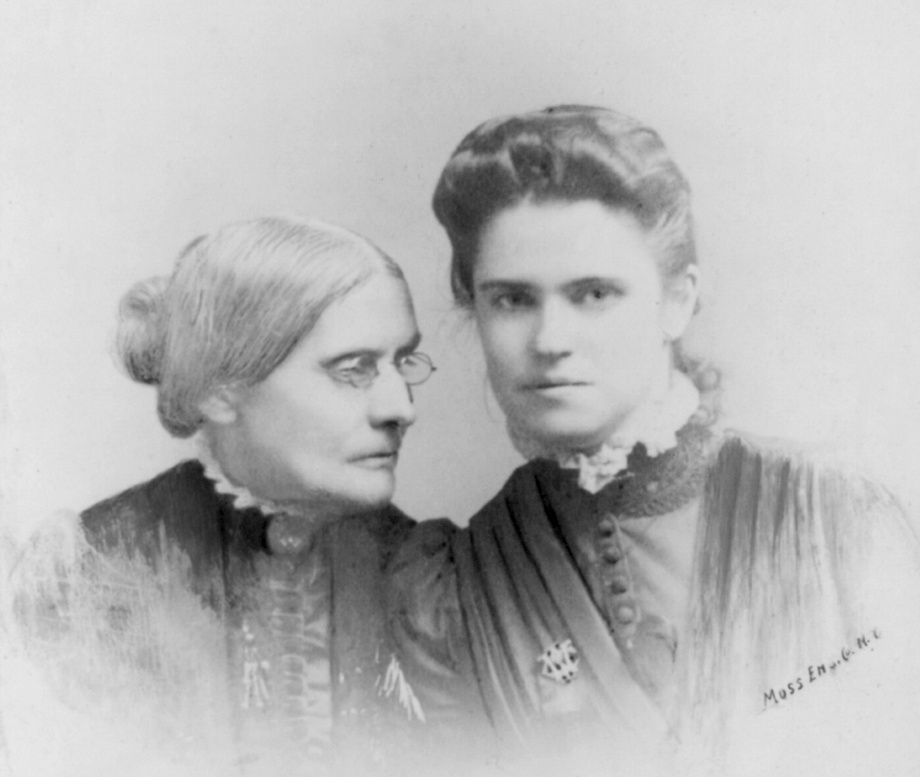
راشيل فوستر أفيري وسوزان براونيل أنتوني

بدأت فوستر الكتابة للصحف في سن السابعة عشر تقريبًأ، إذ أرسلت عدة رسائل من كاليفورنيا وأوروبا إلى صحيفة بيتسبرغ ليدر. درست فوستر في جامعة زيورخ خلال تلك الفترة.
عُينت فوستر مع بلوغها التاسعة عشر من عمرها مع أختها الكبرى جوليا نائبان لرئيس الجمعية الوطنية لحق النساء في التصويت في بنسلفانيا. انتُخبت فوستر بعد ذلك بعامين لتكون الأمينة العامة لتلك الهيئة، إذ استمرت في شغل هذا المنصب، باستثناء عامين من حياتها. 
حضرت فوستر المؤتمر الحادي عشر للجمعية الوطنية للمطالبة بحق المرأة في الاقتراع في سن الحادية والعشرين، وشاركت بنشاط في عملها بالتخطيط والتنظيم لأكثر من اثني عشر اجتماعًا من اجتماعات الجمعية في جميع أنحاء البلاد في عامي 1880 و1881.
قادت فوستر في عام 1882 حملة نبراسكا لسن تشريع يسمح للنساء بالتصويت. نشرت فوستر لاحقًا نحو 20 ألف نسخة من محاضرة محافظ وايومنغ جون ويسلي هويت بعنوان «النتائج الجيدة لخبرة ثلاثة عشر عامًا في تصويت النساء في وايومنغ» في جميع أنحاء ولاية بنسلفانيا.
سافرت فوستر في عام 1883 عبر أوروبا مع سوزان ب. أنتوني التي لطالما دعتها باسم «العمة سوزان». سافرتا معًا عبر فرنسا وإيطاليا وألمانيا وسويسرا.
نظمت فوستر في فبراير من عام 1888 المجلس الدولي للمرأة في العاصمة الأمريكية واشنطن، إذ عقد تحت رعاية الجمعية الوطنية الأمريكية للمطالبة بحق المرأة في الاقتراع. كان جذب المجلس لمندوبي أكثر من 50 منظمة مختلفة من سبع دول أحد المهام الرئيسية له.
تزوجت فوستر -بعد بضعة أشهر من انعقاد المجلس الدولي الكبير للمرأة، الذي كانت فوستر أمينةً له- من سايروس ميللر أفيري، الذي كانت والدته روزا ميللر أفيري المدافعة المعروفة عن حق الاقتراع العام والمتساوي مع الرجال، إذ خدمت قضيتها بشكل خاص على اعتبار أنها كاتبة. دافع السيد أفيري وزوجته بنفس القدر من الإصرار عن حق الاقتراع العام والمتساوي للرجال والنساء، وقد طبقا فكرتهما حول المساواة في الواجبات والحقوق في حياتهما المنزلية.
تولت فوستر في وقت لاحق منصب الأمينة العامة لكل من الجمعية الوطنية لحق النساء في التصويت، والمجلس الوطني للمرأة، والمجلس الدولي للمرأة.

## حياتها الشخصية
تبنت فوستر طفلة في عام 1887 وأسمتها ميريام أليس فوستر. تزوجت فوستر في 8 نوفمبر من عام 1888 من سايروس ميللر أفيري (1854-1919)، بعد أن التقت به عندما كان أحد المندوبين في اجتماع المجلس الدولي للمرأة في وقت سابق من العام نفسه. أدى كل من القس تشارلز جي أميس من الكنيسة التوحيدية والقسيسة آنا هوارد شو –التي كانت واحدة من أولى النساء اللواتي أصبحن من أتباع الكنيسة الميثودية في الولايات المتحدة الأمريكية- مراسم الزواج بشكل مشترك. أنجب الزوجان طفلين آخرين هما روز فوستر أفيري وجوليا فوستر أفيري، بالإضافة إلى ميريام.